# Andreas Malmlöf
Andreas Georg Malmlöf, född 31 maj 1729 i Caroli församling, Malmö, död 8 mars 1789 i Sankt Petri församling i Malmö, var en svensk orgelbyggare, snickare och bryggare. Malmlöf byggde 10 orglar i Lunds stift, men endast orgeln i Falsterbo kyrka är bevarad.

## Biografi
Andreas Malmlöf föddes 31 maj 1729 i Malmö. Han var son till snickaren och borgaren Jöran Andersson (avliden 1765).  Malmlöf arbetade som snickargesäll i Sverige och utomlands. Den 5 april 1757 anmälde fadern honom till snickarmästare vid Snickareämbetet i Malmö. Han lämnade mästarsysslan 11 mars 1758 och hans broder Mathias Malmlöf (avliden 1790) blev snickarmästare i hans ställe. Malmlöf kom istället att arbeta som bryggare. Han arbetade även som orgelbyggare och hade lärt sig bygga orglar i Köpenhamn. 1764 flyttade Malmlöf till fjärde roten nummer 379 i Malmö.
Malmlöf gifte sig 27 maj 1769 i Malmö med borgardottern Elna Catharina Kock (död 1789). De fick tillsammans barnen Gunnela Benedicta (1771–1821), Jöran (1772–1773), Anna Catharina (1774–1774), Inga Greta (född 1775), Anna Catharina (1777–1779), Anna Catharina (född 1779), Andreas Görgen (född 1781), Hans Christian (född 1783) och Christina Lovisa (född 1785). Malmlöf avled 8 mars 1789 i Malmö. Jordfästningen hölls den 11 mars 1789 i Sankt Petri kyrkas kapell och han begravdes sedan på Sankt Petri kyrkogård.
Han lärde sig även att bygga orglar i Malmö av Christian Fredrik Hardt som var guldsmed och orgelbyggare.
En orgel med 6 stämmor, två dragpustar och anhangspedal samt försedd med sniderier, fanns färdig och fanns i brodern Mathias Malmlöfs verkstad. Denna gick på auktion i februari 1790 då brodern avlidit.

## Lista över orglar
| År   | Ursprunglig kyrka               | Stift | Bild | Manualer | Pedal   | Stämmor | Bevarad orgel/fasad | Övrigt |
| ---- | ------------------------------- | ----- | ---- | -------- | ------- | ------- | ------------------- | --- |
| 1757 | Riseberga kyrka                 | Lunds |      |          |         | 8       | Nej/Nej             | Utökades 1763 med Waldflöjt 2'. En ny orgel byggdes 1868 av Jöns Lundahl och Knud Olsen, Malmö. |
| 1758 | Husie kyrka                     | Lunds |      |          |         | 6       | Nej/Nej             | En ny orgel byggdes 1883 av Rasmus Nilsson, Malmö. |
| 1759 | Västra Karups kyrka             | Lunds |      |          |         | 9       | Nej/Nej             | En ny orgel byggdes 1847 av Erik Henrik Lysell, Färlöv. |
| 1769 | Skanörs kyrka                   | Lunds |      |          |         | 10      | Nej/Nej             | Skrev kontrakt med församlingen 17 juni 1767 på ett orgelverk med 10 stämmor. Orgeln kostade 1400. Transporten av orgeln från Malmö till Skanör kostade 47. Orgelverket sattes upp och stämdes av en Malmlöf, en gesäll och en dräng. Bildhuggaren Rosenberg i Malmö gjorde bilder och sirater på orgeln såsom, konungens namn och vapen, 2 stycken flyglar, 2 stycken änglabilder på flyglarna med basuner och lövverk. En ny orgel byggdes 1891 av Anders Victor Lundahl, Stockholm. |
| 1769 | Falsterbo kyrka                 | Lunds |      | 1        | -       | 5       | Ja/Ja               | Orgeln byggdes i kyrkans kor. Orgeln renoverades 1954 av Einar Berg, Stockholm. |
| 1771 | Asarums kyrka                   | Lunds |      |          | Bihängd | 10      | Nej/Nej             | Orgeln kostade 5700 daler kopparmynt och hade tre bälgar. En ny orgel byggdes 1887 av Carl August Johansson, Hovmantorp. |
| 1774 | Sankta Maria kyrka, Åhus        | Lunds |      |          |         | 9       | Nej/Ja              | En ny orgel byggdes 1909 av Eskil Lundén, Göteborg. |
| 1778 | Sankt Nicolai kyrka, Simrishamn | Lunds |      |          |         | 8       | Nej/Nej             | En ny orgel byggdes 1891 av Åkerman & Lund, Stockholm. |
| 1783 | Sövde kyrka                     | Lunds |      |          |         |         | Nej/Nej             | En ny orgel byggdes 1874 av Anders Victor Lundahl, Malmö. |
| 1785 | Hörups kyrka                    | Lunds |      |          |         | 6       | Nej/Nej             | En ny orgel byggdes 1865 av Johan Nicolaus Söderling, Göteborg. |